# يان ميلر
يان ميلر (بالإنجليزية: Ian Miller)‏ (23 نوفمبر 1983 كولشيستر المملكة المتحدة - ) هو لاعب كرة قدم بريطاني يلعب كمدافع.

## روابط خارجية
- يان ميلر على موقع قاعدة بيانات كرة القدم.إي يو (الإنجليزية)
- يان ميلر على موقع Soccerbase.com (لاعب) (الإنجليزية)